# Judi Brownová
Judith Lynne Brown Clarke (rodným jménem Brownová, dříve Brown-Kingová, * 14. července 1961 Milwaukee) je americká politička a bývalá sportovkyně, která startovala hlavně na 400 metrů překážek. Je olympijskou stříbrnou medailistkou z roku 1984 a dvojnásobnou šampionkou Pan American Games. Později byla členkou městské rady v Lansingu v Michiganu.